# Ahuna Mons
Ahuna Mons je planina koja se nalazi na Cereri, patuljastom planetu. Ova planina je zanimljiva po tome što se odmah pokraj nje nalazi krater, a jedina je takva planina na Cereri, a ujedno je i najveća na tom patuljastom planetu.
Svijetle se pruge protežu njenim padinama od vrha do dna; ove pruge su mislili da se sol, slično kao mnogo poznatije Cererine svjetle točke, međutim sada se smatra vjerojatno proizlazi iz krivovulkanske aktivnosti iz Cererine unutrašnjosti. Ime je dobilo po tradicionalnom festivalu poslije žetve Ahuna od Sumi Naga ljudi Indije. U srpnju 2018. NASA je objavila usporedbu fizičkih karakteristika, uključujući Ahuna Monsa, pronađenog na Cereri sa sličnim onima koji su prisutni na Zemlji.
Planina je otkrivena na snimcima svemirske letjelice Dawn u orbiti oko Cerere 2015. godine. Procjenjuje se da ima prosječnu visinu od oko 4 km i maksimalnu visinu od oko 5 km na njezinoj najstrmijoj strani; široka je oko 20 km u podnožju. 
Predloženo je da se Ahuna Mons formira kao kriovulkan. To je najbliži poznati kriovulkan Suncu. Nalazi se na suprotnoj strani od najvećem udarnom bazenu na Cereri, Kerwan, koji je promjera 280 km. Seizmička energija od utjecaja koja je stvorila Kerwan možda je bila usmjerena na suprotnu stranu Cerere, lomivši vanjske slojeve područja i olakšavajući kretanje kriovolkanske magme visoke viskoznosti (koja se sastoji od muljevitog vodenog leda omekšanog sadržajem soli), uzrokovavši izbijanje na površinu. Broj kratera sugerira da se formiranje planine nastavilo u posljednjih nekoliko stotina milijuna godina, što čini Ahunu mons relativno mlado geološko obilježje. 
Ahuna Mons povezana je s anomalijom pozitivne mase ili maskonom usredotočenom na oko 32–36 km (20–22 milje) ispod nje, nedaleko granice granice plašta. To sugerira da je nastao od nabora blata koji se uzdizao iz plašta.